# Gulsporrefly
Gulsporrefly, Calophasia lunula, är en fjärilsart som beskrevs av Johan Siegfried Hufnagel 1766. Gulsporrefly ingår i släktet Calophasia och familjen nattflyn, Noctuidae. Arten är reproducerande i Sverige. Inga underarter finns listade i Catalogue of Life.

## Bildgalleri

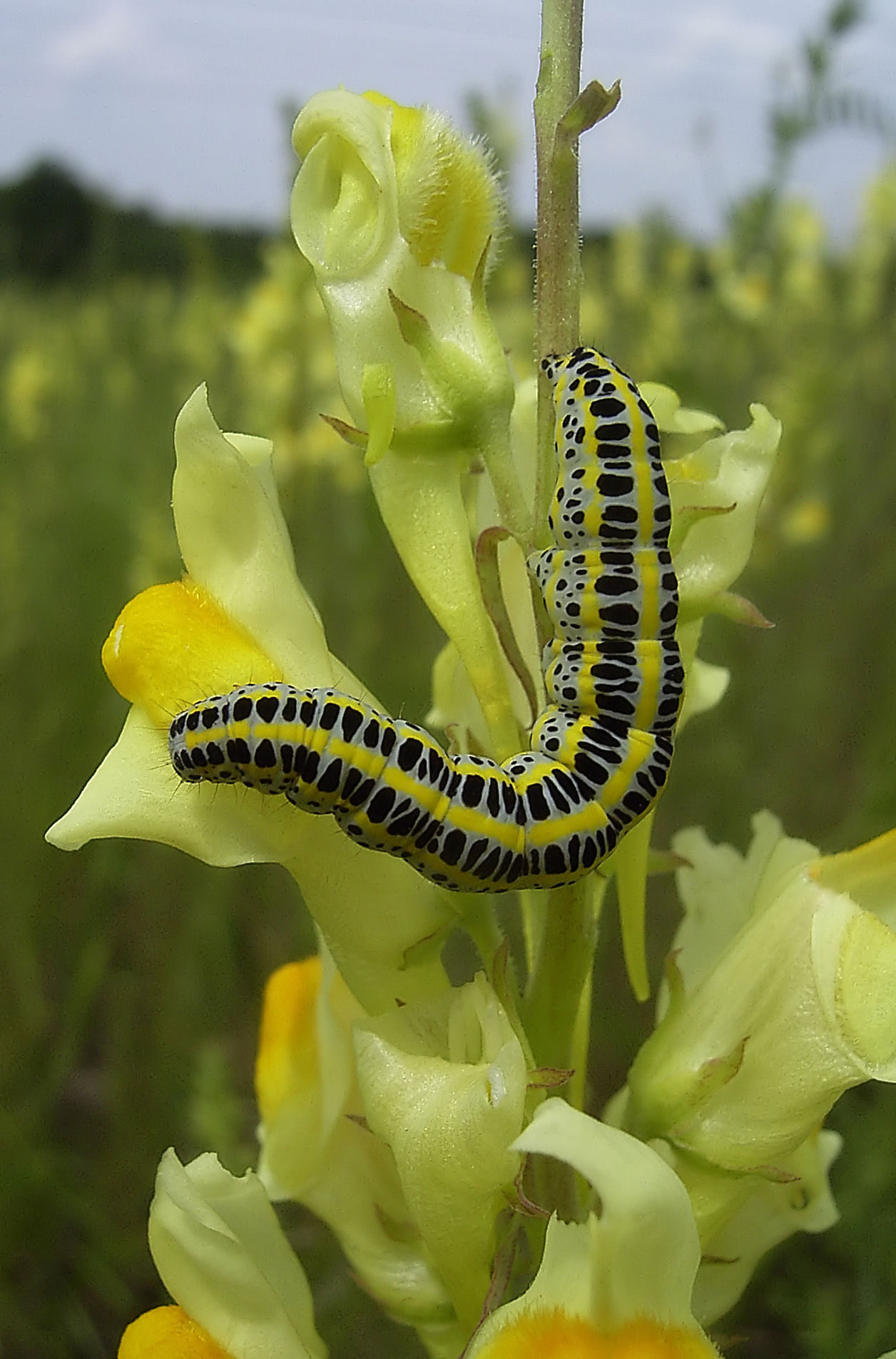